# Entwicklungsforschung
Unter Entwicklungsforschung ist die wissenschaftliche Beschäftigung mit den Ursachen, Aspekten, Kennzeichen und Folgen der Entwicklung sowie der Unterentwicklung zu verstehen. Mit dem aus ihr resultierenden Erkenntnisgewinn soll ein Beitrag zum Verständnis der Probleme von Entwicklungsländern und zu deren Lösung geleistet werden. Da Entwicklung zahlreiche (geographische, ökonomische, politische, soziale, kulturelle und ökologische) Dimensionen hat, sollte auch Entwicklungsforschung im Idealfall international und interdisziplinär angelegt sein. Sie  erstreckt sich quer zu den universitären Bereichen der Wirtschaftswissenschaften (Entwicklungsökonomie), Gesellschaftswissenschaften, Kulturwissenschaften und Naturwissenschaften und verbindet Forschung aus verschiedenen Ländern durch sogenannte Nord-Süd Forschungszusammenarbeit.

## Internationale Dachverbände
Weltweit existieren mehrere Dachverbände für die Entwicklungsforschung:
- Europa: European Association of Development Research and Training Institutes (EADI)
- Lateinamerika: Consejo Latinoamericano de Ciencias Sociales (CLACSO)
- Asien: Asian Political and International Studies Association (APISA)
- Afrika: Council for the Development of Social Science Research in Africa (CODESRIA) und Organization for Social Science Research in Eastern and Southern Africa (OSSREA)
- Arabische Länder: Arab Institutes and Centres for Economic and Social Development Research (AICARDES)

Diese Verbände bilden gemeinsam das Inter-regional Coordinating Committee of Development Associations (ICCDA).

## Organisationen in Deutschland
Institutionen der Entwicklungsforschung in Deutschland sind u. a.:
- das Deutsche Institut für Entwicklungspolitik (Bonn)
- das Zentrum für Entwicklungsforschung ZEF (ebenfalls Bonn)
- das German Institute of Global and Area Studies (Hamburg)
- das Institut für Entwicklung und Frieden (Duisburg)
- das Centre for Development Studies ZELF an der Freien Universität Berlin

## Organisationen in Österreich
Institutionen der Entwicklungsforschung in Österreich sind u. a.:
- das Institut für Internationale Entwicklung der Universität Wien[2]
- die Österreichische Forschungsstiftung für Internationale Entwicklung (ÖFSE) (Wien)
- Kommission für Entwicklungsforschung[3] – Die Kommission für Entwicklungsforschung wurde per Ende 2018 vom Eigentümer – dem Bundesministerium für Bildung, Wissenschaft und Forschung – aufgelöst.

## Organisationen in der Schweiz
Institutionen der Entwicklungsforschung in der Schweiz sind u. a.:
- das Hochschulinstitut für internationale Studien und Entwicklung
- die Kommission für Forschungspartnerschaften mit Entwicklungsländern (KFPE)[4]
- Swissuniversities Development and Cooperation Network (SUDAC)[5]
- Swiss Forum for International Agricultural Research (sfiar)[6]
- Schweizerische Gesellschaft für Afrikastudien (SGAS)[7]
- Swiss-African Research Cooperation (SARECO)[8]
- Centre for Development and Environment (CDE), Universität Bern